# Birkach (Schwabmünchen)
Birkach ist ein Dorf und Stadtteil von Schwabmünchen im Landkreis Augsburg im Regierungsbezirk Schwaben in Bayern. Birkach liegt in den Stauden.

## Geographie
Die Kreisstraße A 16 führt von Walkertshofen über Münster, Zirken, Birkach, Klimmach, Leuthau und Königshausen nach Schwabmünchen.

## Geschichte
Durch das bayerische Gemeindeedikt von 1818 entstand die selbstständige Gemeinde Birkach. Bis zur Gebietsreform in Bayern am 1. Juli 1972 gehörte diese zum Landkreis Schwabmünchen und wurde dann dem Landkreis Augsburg (zunächst mit der Bezeichnung Landkreis Augsburg-West) zugeschlagen. Am 1. Januar 1978 erfolgte die Eingemeindung in die Stadt Schwabmünchen.
Birkach gehört zur katholischen Pfarrei Mater Dolorosa in Klimmach.